# Historický magazín
Historický magazín byl diskusní pořad České televize vysílaný v letech 2006–2008. Věnoval se historickým událostem. Pořad moderovali novinář Petr Brod, překladatel a publicista František Novotný, vojenský historik Eduard Stehlík a historička Marie Koldinská.

## Přehled odvysílaných dílů
| Pořadí | Datum vysílání | Název                                                                     | Odkaz do archivu ČT       |
| ------ | -------------- | ------------------------------------------------------------------------- | ------------------------- |
| 1      | 14. 1. 2006    | Rakousko                                                                  | Spustit z videoarchivu ČT |
| 2      | 21. 1. 2006    | W. A. Mozart                                                              | Spustit z videoarchivu ČT |
| 3      | 28. 1. 2006    | Ronald Reagan                                                             | Spustit z videoarchivu ČT |
| 4      | 4. 2. 2006     | Lidová strana                                                             | Spustit z videoarchivu ČT |
| 5      | 11. 2. 2006    | Bitva u Tobruku                                                           | Spustit z videoarchivu ČT |
| 6      | 18. 2. 2006    | Darwinova evoluční teorie                                                 | Spustit z videoarchivu ČT |
| 7      | 25. 2. 2006    | Nikita Chruščov                                                           | Spustit z videoarchivu ČT |
| 8      | 4. 3. 2006     | Kolektivizace české vesnice                                               | Spustit z videoarchivu ČT |
| 9      | 11. 3. 2006    | Sestřelení parašutisté                                                    | Spustit z videoarchivu ČT |
| 10     | 18. 3. 2006    | Karel IV.                                                                 | Spustit z videoarchivu ČT |
| 11     | 25. 3. 2006    | Španělská občanská válka                                                  | Spustit z videoarchivu ČT |
| 12     | 1. 4. 2006     | Jezuitský řád                                                             | Spustit z videoarchivu ČT |
| 13     | 8. 4. 2006     | Alexej Čepička                                                            | Spustit z videoarchivu ČT |
| 14     | 15. 4. 2006    | Výbuch v Černobylu                                                        | Spustit z videoarchivu ČT |
| 15     | 22. 4. 2006    | Neklidné 20. století v Irsku                                              | Spustit z videoarchivu ČT |
| 16     | 29. 4. 2006    | Zdeněk Fierlinger                                                         | Spustit z videoarchivu ČT |
| 17     | 6. 5. 2006     | Generál Alois Eliáš                                                       | Spustit z videoarchivu ČT |
| 18     | 13. 5. 2006    | Kryštof Kolumbus                                                          | Spustit z videoarchivu ČT |
| 19     | 20. 5. 2006    | Britská monarchie                                                         | Spustit z videoarchivu ČT |
| 20     | 27. 5. 2006    | Volby v roce 1946                                                         | Spustit z videoarchivu ČT |
| 21     | 4. 6. 2006     | Karl Hermann Frank                                                        | Spustit z videoarchivu ČT |
| 22     | 10. 6. 2006    | Prusko-rakouská válka                                                     | Spustit z videoarchivu ČT |
| 23     | 17. 6. 2006    | Sergej Ingr                                                               | Spustit z videoarchivu ČT |
| 24     | 24. 6. 2006    | Poprava 27 českých pánů 21. června 1621                                   | Spustit z videoarchivu ČT |
| 25     | 2. 7. 2006     | Císař František Josef I.                                                  | Spustit z videoarchivu ČT |
| 26     | 8. 7. 2006     | Vojtěch Náprstek — patentování šicího stroje                              | Spustit z videoarchivu ČT |
| 27     | 15. 7. 2006    | Španělsko                                                                 | Spustit z videoarchivu ČT |
| 28     | 22. 7. 2006    | Odsun sudetských Němců                                                    | Spustit z videoarchivu ČT |
| 29     | 29. 7. 2006    | Duchovní v armádě                                                         | Spustit z videoarchivu ČT |
| 30     | 9. 9. 2006     | Zavraždění Václava III.                                                   | Spustit z videoarchivu ČT |
| 31     | 16. 9. 2006    | Reinhard Heydrich                                                         | Spustit z videoarchivu ČT |
| 32     | 23. 9. 2006    | Finsko - Juho Paasikivi a Urho Kekkonen                                   | Spustit z videoarchivu ČT |
| 33     | 30. 9. 2006    | Evžen Savojský                                                            | Spustit z videoarchivu ČT |
| 34     | 7. 10. 2006    | Albert Pražák                                                             | Spustit z videoarchivu ČT |
| 35     | 14. 10. 2006   | Norimberský proces                                                        | Spustit z videoarchivu ČT |
| 36     | 21. 10. 2006   | Suezská krize                                                             | Spustit z videoarchivu ČT |
| 37     | 28. 10. 2006   | Kněžna Zaháňská a kníže Metternich                                        | Spustit z videoarchivu ČT |
| 38     | 4. 11. 2006    | Gustáv Husák                                                              | Spustit z videoarchivu ČT |
| 39     | 11. 11. 2006   | Čeští vojáci v srbské armádě                                              | Spustit z videoarchivu ČT |
| 40     | 18. 11. 2006   | Wenzel Jaksch                                                             | Spustit z videoarchivu ČT |
| 41     | 25. 11. 2006   | Nasazení tanků                                                            | Spustit z videoarchivu ČT |
| 42     | 2. 12. 2006    | Slovenská republika 1939 - 1945                                           | Spustit z videoarchivu ČT |
| 43     | 9. 12. 2006    | Výjimečný stav v Polsku 13. prosince 1981                                 | Spustit z videoarchivu ČT |
| 44     | 16. 12. 2006   | Leonid Brežněv                                                            | Spustit z videoarchivu ČT |
| 45     | 23. 12. 2006   | Vánoce                                                                    | Spustit z videoarchivu ČT |
| 46     | 30. 12. 2006   | Alois Jirásek                                                             | Spustit z videoarchivu ČT |
| 47     | 6. 1. 2007     | Profese válečného reportéra                                               | Spustit z videoarchivu ČT |
| 48     | 13. 1. 2007    | Woodrow Wilson                                                            | Spustit z videoarchivu ČT |
| 49     | 20. 1. 2007    | Dětství                                                                   | Spustit z videoarchivu ČT |
| 50     | 27. 1. 2007    | Josef Pekař                                                               | Spustit z videoarchivu ČT |
| 51     | 3. 2. 2007     | Karel Lukas — Heliodor Píka                                               | Spustit z videoarchivu ČT |
| 52     | 10. 2. 2007    | Historie Židů v českých zemích                                            | Spustit z videoarchivu ČT |
| 53     | 17. 2. 2007    | Švédské dějiny 20. století                                                | Spustit z videoarchivu ČT |
| 54     | 24. 2. 2007    | Tělovýchovný spolek Sokol                                                 | Spustit z videoarchivu ČT |
| 55     | 3. 3. 2007     | Jan Patočka                                                               | Spustit z videoarchivu ČT |
| 56     | 10. 3. 2007    | Mostecká stávka horníků 1932                                              | Spustit z videoarchivu ČT |
| 57     | 17. 3. 2007    | Friedrich August von Hayek                                                | Spustit z videoarchivu ČT |
| 58     | 24. 3. 2007    | Automobily z Kopřivnice                                                   | Spustit z videoarchivu ČT |
| 59     | 31. 3. 2007    | Válka mezi Argentinou a Velkou Británií o Falklandské ostrovy             | Spustit z videoarchivu ČT |
| 60     | 7. 4. 2007     | Konrad Adenauer                                                           | Spustit z videoarchivu ČT |
| 61     | 14. 4. 2007    | Katolická církev u nás po roce 1945                                       | Spustit z videoarchivu ČT |
| 62     | 21. 4. 2007    | Erwin Dubský                                                              | Spustit z videoarchivu ČT |
| 63     | 28. 4. 2007    | Banderovci                                                                | Spustit z videoarchivu ČT |
| 64     | 5. 5. 2007     | Povstání českého lidu                                                     | Spustit z videoarchivu ČT |
| 65     | 12. 5. 2007    | Sto let skautingu                                                         | Spustit z videoarchivu ČT |
| 66     | 19. 5. 2007    | Šestidenní válka                                                          | Spustit z videoarchivu ČT |
| 67     | 26. 5. 2007    | Atentát na Reinharda Heydricha                                            | Spustit z videoarchivu ČT |
| 68     | 2. 6. 2007     | John Fitzgerald Kennedy                                                   | Spustit z videoarchivu ČT |
| 69     | 9. 6. 2007     | Bitva u Kolína roku 1757                                                  | Spustit z videoarchivu ČT |
| 70     | 16. 6. 2007    | Marshallův plán                                                           | Spustit z videoarchivu ČT |
| 71     | 23. 6. 2007    | Poslední rakouský císař a poslední český král Karel I.                    | Spustit z videoarchivu ČT |
| 72     | 30. 6. 2007    | Bitva u Zborova                                                           | Spustit z videoarchivu ČT |
| 73     | 6. 7. 2007     | Jan Patočka                                                               | Spustit z videoarchivu ČT |
| 74     | 7. 7. 2007     | Robert Kvaček                                                             | Spustit z videoarchivu ČT |
| 75     | 14. 7. 2007    | Vltavské parníky                                                          | Spustit z videoarchivu ČT |
| 76     | 21. 7. 2007    | Vyhlášení nezávislosti Indie a Pákistánu                                  | Spustit z videoarchivu ČT |
| 77     | 28. 7. 2007    | Česko-slovenské vztahy                                                    | Spustit z videoarchivu ČT |
| 78     | 1. 9. 2007     | T. G. Masaryk                                                             | Spustit z videoarchivu ČT |
| 79     | 8. 9. 2007     | Arthur Ransom                                                             | Spustit z videoarchivu ČT |
| 80     | 15. 9. 2007    | Maršál Tuchačevskij a jeho smrt                                           | Spustit z videoarchivu ČT |
| 81     | 22. 9. 2007    | Muži z londýnského vydání                                                 | Spustit z videoarchivu ČT |
| 82     | 29. 9. 2007    | Historik a spisovatel Zikmund Winter                                      | Spustit z videoarchivu ČT |
| 83     | 6. 10. 2007    | Willy Brandt                                                              | Spustit z videoarchivu ČT |
| 84     | 13. 10. 2007   | Antonín Svoboda                                                           | Spustit z videoarchivu ČT |
| 85     | 20. 10. 2007   | Zbyněk Zeman                                                              | Spustit z videoarchivu ČT |
| 86     | 27. 10. 2007   | Velká říjnová socialistická revoluce                                      | Spustit z videoarchivu ČT |
| 87     | 3. 11. 2007    | Památka zesnulých                                                         | Spustit z videoarchivu ČT |
| 88     | 10. 11. 2007   | Němé tváře ve válečných střetech                                          | Spustit z videoarchivu ČT |
| 89     | 17. 11. 2007   | Rozporuplný Albrecht z Valdštejna                                         | Spustit z videoarchivu ČT |
| 90     | 24. 11. 2007   | Benito Mussolini                                                          | Spustit z videoarchivu ČT |
| 91     | 1. 12. 2007    | Bedřich Reicin                                                            | Spustit z videoarchivu ČT |
| 92     | 8. 12. 2007    | Filip Jánský                                                              | Spustit z videoarchivu ČT |
| 93     | 15. 12. 2007   | Kurt Waldheim                                                             | Spustit z videoarchivu ČT |
| 94     | 22. 12. 2007   | Václav Hollar                                                             | Spustit z videoarchivu ČT |
| 95     | 29. 12. 2007   | Císař Rudolf II.                                                          | Spustit z videoarchivu ČT |
| 96     | 5. 1. 2008     | Ženy v armádě                                                             | Spustit z videoarchivu ČT |
| 97     | 19. 1. 2008    | Zikmund Lucemburský                                                       | Spustit z videoarchivu ČT |
| 98     | 26. 1. 2008    | Nicolae Ceausescu                                                         | Spustit z videoarchivu ČT |
| 99     | 2. 2. 2008     | 65 let od konce bojů bitvy u Stalingradu                                  | Spustit z videoarchivu ČT |
| 100    | 9. 2. 2008     | 180 let od narození Julesa Verna                                          | Spustit z videoarchivu ČT |
| 101    | 16. 2. 2008    | Generál Jan Syrový                                                        | Spustit z videoarchivu ČT |
| 102    | 23. 2. 2008    | Poslední roky vlády J. V. Stalina                                         | Spustit z videoarchivu ČT |
| 103    | 1. 3. 2008     | Nejslavnější český exulant Jan Amos Komenský                              | Spustit z videoarchivu ČT |
| 104    | 8. 3. 2008     | 65. výročí bitvy u Sokolova                                               | Spustit z videoarchivu ČT |
| 105    | 15. 3. 2008    | Revoluční rok 1848                                                        | Spustit z videoarchivu ČT |
| 106    | 22. 3. 2008    | Český král Jiří z Poděbrad                                                | Spustit z videoarchivu ČT |
| 107    | 29. 3. 2008    | Zlatá éra kosmonautiky                                                    | Spustit z videoarchivu ČT |
| 108    | 5. 4. 2008     | Revoluce jménem Beatles                                                   | Spustit z videoarchivu ČT |
| 109    | 12. 4. 2008    | 65. výročí odhalení masových hrobů v Katyni                               | Spustit z videoarchivu ČT |
| 110    | 19. 4. 2008    | Deset let od smrti Pol Pota                                               | Spustit z videoarchivu ČT |
| 111    | 26. 4. 2008    | Rok 1648 - rok konce třicetileté války a Švédů v Praze a v českých zemích | Spustit z videoarchivu ČT |
| 112    | 3. 5. 2008     | Konrad Henlein                                                            | Spustit z videoarchivu ČT |
| 113    | 10. 5. 2008    | Eduard Štorch a jeho Lovci mamutů                                         | Spustit z videoarchivu ČT |
| 114    | 17. 5. 2008    | Legionáři versus bolševici                                                | Spustit z videoarchivu ČT |
| 115    | 24. 5. 2008    | Henry Kissinger - mág americké diplomacie                                 | Spustit z videoarchivu ČT |
| 116    | 31. 5. 2008    | Osmdesát let brněnského výstaviště                                        | Spustit z videoarchivu ČT |
| 117    | 7. 6. 2008     | Karel Marx                                                                | Spustit z videoarchivu ČT |
| 118    | 14. 6. 2008    | Maršál Radecký a spor o jeho pomník                                       | Spustit z videoarchivu ČT |
| 119    | 21. 6. 2008    | Libeňský mír 25. června 1608                                              | Spustit z videoarchivu ČT |
| 120    | 28. 6. 2008    | Měnová reforma 1953 a Čepičkova armáda                                    | Spustit z videoarchivu ČT |
| 121    | 5. 7. 2008     | Blaník a Říp - dvě mytické hory českých dějin                             | Spustit z videoarchivu ČT |
| 122    | 12. 7. 2008    | Světové výstavy a československé úspěchy                                  | Spustit z videoarchivu ČT |
| 123    | 19. 7. 2008    | Jednota bratrská a unikátní boleslavský poklad                            | Spustit z videoarchivu ČT |
| 124    | 26. 7. 2008    | 55 let kariéry Fidela Castra                                              | Spustit z videoarchivu ČT |
| 125    | 6. 9. 2008     | 1278 - Bitva na Moravském poli                                            | Spustit z videoarchivu ČT |
| 126    | 13. 9. 2008    | Henleinovci versus Stráž obrany státu v září 1938                         | Spustit z videoarchivu ČT |
| 127    | 20. 9. 2008    | Hrdý Albion Nevilla Chamberlaina                                          | Spustit z videoarchivu ČT |
| 128    | 27. 9. 2008    | Leoš Janáček - moravský "bláznivý podivín" světové proslulosti            | Spustit z videoarchivu ČT |
| 129    | 4. 10. 2008    | Blíží se devadesáté výročí vzniku Československa                          | Spustit z videoarchivu ČT |
| 130    | 11. 10. 2008   | Hrabě František Antonín Špork a Kuks                                      | Spustit z videoarchivu ČT |
| 131    | 20. 10. 2008   | Historie československého letectva                                        | Spustit z videoarchivu ČT |
| 132    | 25. 10. 2008   | Rok 1378 - poslední rok života a smrt Karla IV                            | Spustit z videoarchivu ČT |
| 133    | 1. 11. 2008    | Papež Pius XII.                                                           | Spustit z videoarchivu ČT |
| 134    | 8. 11. 2008    | Československá námořní plavba                                             | Spustit z videoarchivu ČT |
| 135    | 15. 11. 2008   | 11. listopad – Den veteránů                                               | Spustit z videoarchivu ČT |
| 136    | 22. 11. 2008   | Bitva národů u Lipska v roce 1813                                         | Spustit z videoarchivu ČT |
| 137    | 29. 11. 2008   | Německo bez císaře - osudy císaře Viléma II.                              | Spustit z videoarchivu ČT |
| 138    | 8. 12. 2008    | Československé výstřely od září 1938 do března 1939                       | Spustit z videoarchivu ČT |
| 139    | 13. 12. 2008   | Winston Churchill                                                         | Spustit z videoarchivu ČT |
| 140    | 20. 12. 2008   | Pohled na historii českých rybníkářů a českých rybníků                    | Spustit z videoarchivu ČT |
| 141    | 27. 12. 2008   | Moravský "don Quijote" Karel st. ze Žerotína                              | Spustit z videoarchivu ČT |